# Myonia biplagiata
Myonia biplagiata är en fjärilsart som beskrevs av W. Warren 1897. Myonia biplagiata ingår i släktet Myonia och familjen tandspinnare. Inga underarter finns listade i Catalogue of Life.